# Папірус Весткар

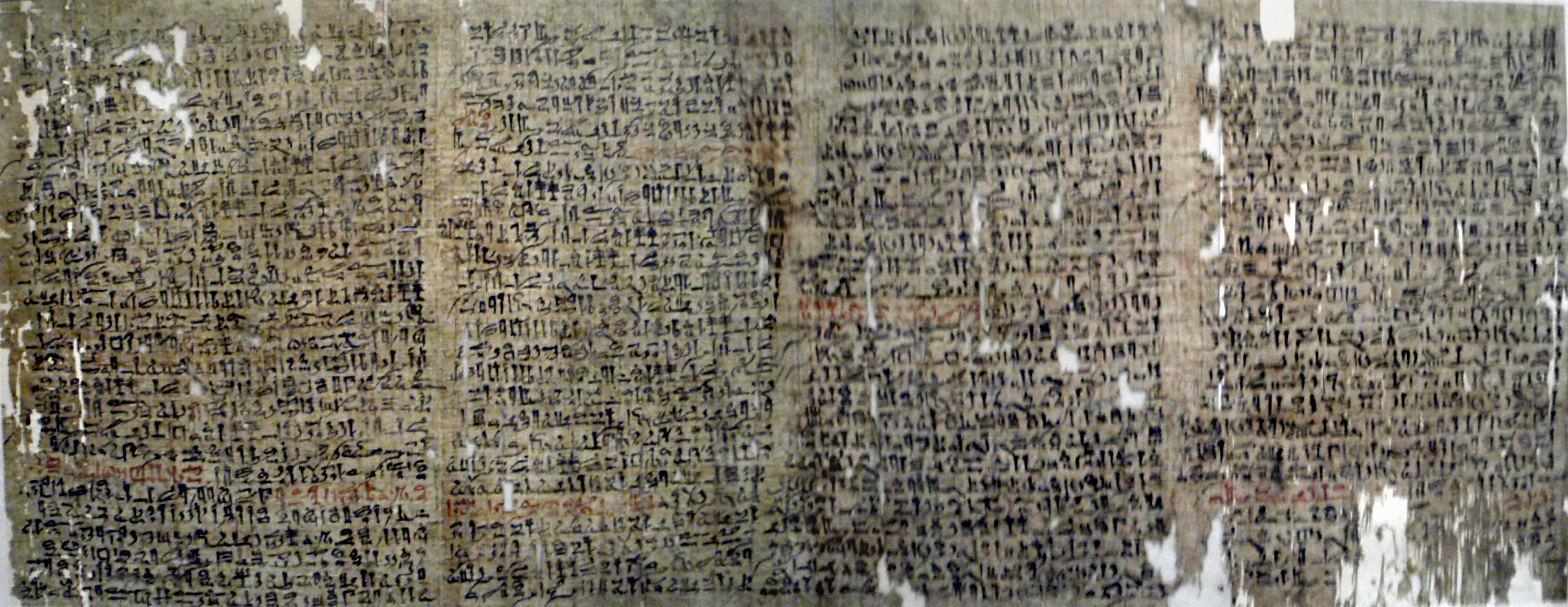
Папірус Весткар у зібранні єгипетського музею Берліна

Папірус Весткар (англ. Westcar Papyrus) — важливий документ давньєгипетської літератури. Папірус названо на честь його перших європейських власників — членів родини Весткар. З 1886 року перебуває у колекції папірусів Єгипетського музею Берліна. Нині папірус Весткар в інтересах збереження демонструється за неяскравого штучного освітлення. Вперше повна публікація перекладу тексту папірусу була здійснена німецьким єгиптологом Адольфом Ерманом 1890 року. Папірус традиційно датується добою гіксоського володарювання (бл. XVIII–XVI ст. до н. е.). Описані в папірусі події відбувались приблизно на тисячоліття раніше — у XXVI ст. до н. е. Такий факт не дозволяє використовувати папірус Весткар як повноцінне історичне джерело, тим більше, що за своїм змістом він є збіркою легенд і казок. Зустрічається також датування папірусу XXVI–XX ст. до н. е.
Слухачем тих казок є Хуфу (Хеопс), цар IV династії та будівничий знаменитої Великої піраміди, якому царевичі один за одним (п'ять синів фараона, схоже, у порядку старшинства) розповідають казки. Окрім тих казок, окрема частина оповідання повідомляє про богообраність перших царів V династії. Перші переклади папірусу німецькою та англійською мовами виходили із назвами «Казки папірусу Весткар», «Фараон Хеопс і чаклуни» та «Казки Фараона Хеопса».

## Історія відкриття
У 1823–1824 роках англійський шукач пригод Генрі Весткар привіз з Єгипту папірус. Точні обставини, за яких він знайшов папірус, невідомі. Дослідниця Верена Леппер, аналізуючи маршрут Генрі Весткара, припустила, що папірус міг потрапити до нього з розкопок некрополю Шейха Абд ель-Курна, утям, така інформація не підтверджена документально. У 1838–1839 роках папірус потрапив до рук німецького єгиптолога Карла Лепсіуса. За його словами, папірус перейшов до нього від племінниці Генрі — Мері Весткар. Будучи спеціалістом з Ієратичного письма, Карл Лепсіус розібрав у папірусі імена фараонів і датував текст добою Стародавнього царства. Обставини, за яких Карлу Лепсіусу дістався папірус, невідомі. Сам папірус не виставлявся на загальний огляд до смерті Лепсіуса. Такий факт спричинив підозри (особливо серед англійських дослідників, які мріють повернути папірус в Англію), що Карл Лепсіус просто поцупив папірус.
1886 року німецький єгиптолог Адольф Ерман придбав папірус у сина Карла Лепсіуса та передав його до музею. Папірус викликав значний інтерес, у Німеччині той час був розквітом захоплення єгиптологією. Окремі частини папірусу перекладались багатьма ентузіастами, поки 1890 року Адольф Ерман не опублікував перший повний переклад. Невдовзі, того ж року, Адольф Ерман опублікував працю, присвячену особливостям мови, якою написано папірус. Тексти папірусу написано ієратичним письмом Середньоєгипетською мовою. Датування папірусу в той період широко варіювалось різними дослідниками.

## Дослідження матеріалу
Папірус Весткар повторним записом на свитках єгипетського папірусу. За часів Карла Лепсіуса й Адольфа Ермана всього було два сувої, за невідомих обставин один сувій було розділено, й нині папірус Весткар представлений у трьох сувоях. Текст на сувоях організовано у 12-ти стовпцях. Сам папірус крупнозернистий, поганого збереження й дуже крихкий. Перший сувій пройшов реставрацію (точно невідомо коли й ким зроблену), він розтягнутий на шматку льону й закріплений між двома скляними панелями. Другий сувій був розтягнутий на дерев'яній панелі та закритий склом. Третій сувій був просто розправлений між скляними панелями та приклеєний до них, клей, що при цьому використовувався, спричинив помутніння та псування папірусу. В результаті всіх реставрацій папірус Весткар погано зберігся, місцями він розшарувався, й частини тексту обсипались. Початок і кінець історії, записаної на папірусі, втрачено.
Текст на папірусі нанесено чорним чорнилом, у складі якого присутні оксиди металів та органіка. Чудова каліграфія є свідченням високого професіоналізму автора чи писаря.

## Зміст
У першій частині папірусу, початок якого втрачено, зберігся кінець якоїсь казки, яку розповідав син фараона (можливо Джедефра) та яка розповідала про часи фараона III династії Джосера. Схоже, текст оповідає про якісь чудеса, явлені жерцем фараона Джосера. Починаючи з Адольфа Ермана, кілька авторитетних дослідників припускали, що таким жерцем був Імхотеп.
Далі йде казка, розказана царевичем Хефреном, з часів фараона Небки. Головний херіхеб фараона Убаїнер довідався, що дружина зрадила йому з простолюдином з Мемфіса. Він виготовив ляльку воскового крокодила й наказав служці чатувати в саду, очікуючи коли простолюдин буде йти через ставок до саду на чергове побачення. Дочекавшись простолюдина, служка кинув за ним воскового крокодила, який, лишень торкнувся води, перетворився на справжнього й затягнув простолюдина на дно ставка. Убаїнер подав цю історію на суд фараона, жрець наказав крокодилу принести тіло простолюдина до царя. Фараон послухав історію, здивувався страшному, але слухняному крокодилу. Убаїнер узяв крокодила, який став у його руках знову восковим. Фараон наказав крокодилу з'їсти простолюдина, а дружину Убаїнера наказав спалити й кинути попіл у воду.
Третю казку про царя Снофру оповідав царевич Бауфра. Фараон засумував, і головний херіхеб Джаджаеманх запропонував фараону взяти 20 красунь, які покатають фараона на кораблі озером. Жінки убрались у сітки замість одягу, і вони гребли на кораблі, катаючи фараона вздовж озера. У однієї з жінок розтріпались коси, а бірюзова шпилька у вигляді рибки, що прикрашала коси, упала до води. Фараон запропонував замінити прикрасу, але жінка відмовилась, сказавши, що вона цінує свою рибку. Фараон покликав Джаджаеманха, той сказав закляття, вода озера розділилась навпіл і склалась одна половина на іншу (як складається відкрита книжка), і рибку-прикрасу дістали. Джаджаеманх вимовив інше закляття, і вода озера повернулась.
Наступну казку розповідав царевич Джедефгор. Той царевич сказав Хуфу, що все, що до тієї хвилини чув фараон, належало до минулих часів, а він, Джедефгор, знає живого чаклуна Деді, який може насправді показати царю справжні чудеса. Зацікавлений цар наказав своєму сину особисто привести чаклуна Деді ко палацу. Цар висловив Деді здивування, що до тієї миті про нього не чув, і спитав чи то дійсно правді, що останній вміє з'єднати з тілом відтяту голову. Отримавши ствердну відповідь від Деді, Хуфу наказав привести для демонстрації такого досліду в'язня, але Деді відмовився показати свої чудеса на людині та попрохав натомість тварину. Йому принесли гуся, й на ньому Деді довів своє вміння. Потім він продемонстрував свій дослід ще двічі: на якомусь птахові й на бику.
Переконавшись у могутності Деді, Хуфу поставив йому питання про те, дійсно він знає число Тота. Такий же термін зустрічається двічі у тому місці казки, де царевич Джедефгор розповідає батькові про чесноти чаклуна Деді: останній, за словами царевича, знає число Тота. Далі казка пояснює, що Хуфу давно шукав це число, бажаючи зробити для своєї піраміди дещо подібне. Значення терміну призвело до суперечок. Його на підставі палеографічних даних установив єгиптолог Алан Ґардінер, як «кімната», «приміщення», й таке значення було прийнято Великим берлінським словником.
Розповідь Хуфу та Деді щодо числа зводиться до того, що цар висловив бажання дізнатись, що Деді знає про число. Чаклун відповів, що число йому невідоме, але він знає, де є дані про нього — у кам'яному ящику в архіві в Геліополісі. Цар спитав, хто принесе йому ці відомості. Деді ж відповів, що це зробить старший з трьох дітей, які в утробі Реджедет. Фараон спитав, хто така Реджедет, на що отримав відповідь, що то дружина жерця Ра, володаря Сахебу. Вагітна вона трьома дітьми від Ра, владики Сахебу. Сказав він їй, що вони всі будуть жерцями, а старший з них — верховним жерцем у Геліополісі. Фараон знітився від слів чаклуна, але той заспокоїв царя, сказавши, що пройде ще два покоління, доки почнуть царювати народжені діти. Хуфу сказав, що збирається особисто відвідати храм Ра у Сахебу. Цар також наказав оселити чаклуна у будинку царевича Джедефгора і щедро забезпечити його.
Далі папірус викладає обставини, за яких здійснилось передбачення Деді. Реджедет, дружина Раусера, жерця бога Ра у Сахебу, відчула наближення пологів. Тоді сам Ра наказав чотирьом богиням — Ісіді, Нефтиді, Хекат і Месхенет — та богу Хнуму підтримати Реджедет під час пологів. Богині під виглядом танцюристок, яких супроводжував служка, вирушили до будинку Реджедет. На порозі їх зустрів Раусер і спитав, чи не можуть вони допомогти у пологах. Реджедет у присутності богинь народила трьох хлопчиків, причому богиня Месхенет передрекла долю кожного з них однією фразою: «цар, що буде царювати у всій цій країні». Для полегшення породілля Ісіда щоразу вимовляла закляття, що містило ім'я немовляти. З тих заклять видно, що новонароджені мали такі імена: Усеркаф, Сахура та Кеку. Зовнішній вигляд хлопчиків був незвичайним: кінцівки були вкриті золотом, а на головах був головний убір з ляпіс-лазурі. Закінчивши, богині привітали жерця Раусера з народженням трьох дітей, а Раусер у вигляді винагороди дав їм зерна. Після того як вони залишили будинок жерця, богині за ініціативою Ісіди вирішили зробити подарунок новонародженим і виготовили для них царські корони, які сховали у зерні. Потім вони викликали дощ і повернулись до будинку Реджедет, попрохавши зберегти їхнє зерно, а самі пішли, пообіцявши зворотнім шляхом зайти за ним. За якийсь час служанка Реджедет повідомила своїй господині, що з приміщення, де зберігається зерно, лунають музика та співи, якими вихваляють царів. Невдовзі після цього між Реджедет та її служанкою виникла сварка, й господиня побила свою служанку. Остання вирішила помститись і донести царю Хуфу, що Реджедет народила трьох царів. Однак їй не вдалось виконати замислене: вона зустрілась зі своїм братом і розповіла йому, куди йде. Розповідь служанки так обурила її брата, що він сильно ударив її. Вона пішла набрати води рукою, коли її вхопив крокодил. Її брат вирушив до Реджедет і заспокоїв її, розповівши про долю служанки.
На цьому папірус Весткар обривається.

## Аналіз тексту й інтерпретації
Папірус Весткар становить надзвичайний інтерес для єгиптологів та істориків як найдавніше джерело для таких складних оповідань. Ім'я автора невідоме. Нещодавні праці Міріам Ліхтгейм і Верени Леппер присвячені особливостям викладення та прихованим алегоріям. Обидві дослідниці вважають, що у першій втраченій історії йшлося про чудеса, явлені Імхотепом.

### Стилістика та граматичні категорії викладення
Друга й третя історії викладені таємничою, мальовничою манерою, притаманною давньоєгипетській літературі. Автор намагався передати викладення у формі старих, фантастичних легенд. Герої оповідань розмовляють пафосно й поводять себе дуже церемонно. Три перші історії викладені у минулому часі. Цікаво, що для всіх трьох фараонів у тексті використовується власне ім'я, дане при народженні, що зовсім незвичайно для часів створення папірусу. Зазвичай для померлих фараонів використовувалось особисте ім'я, для фараонів-сучасників — горове ім'я. Фараон Хуфу в четвертій історії (де його подано як головного героя) називається іменем, наданим при народженні, що характерно для сучасників. Принци Усеркаф, Сахура й Кеку також називаються особистими іменами. Верена Леппер пояснювала це особливостями викладення на письмі, оскільки автор намагався показати, що принци — майбутні фараони, були живими на момент оповідання, але вже померли на момент написання. З цієї причини Верена Леппер сумнівається, що текст ґрунтується на історіях Стародавнього царства.
Четверта і п'ята історії викладені у теперішньому часі. Стиль їх викладення змінюється з архаїчно-пишномовного на більш сучасний. Такий стиль відповідає переходу від форми «давним-давно» до «нещодавно». Сам стиль вказує на те, що Джедефра не бажає слухати минулі історії, що не здаються правдоподібними, й виникає оповідання про сучасника Деді. Останній сюжет четвертої історії, де Деді пророкує фараону Хуфу, викладено спочатку у майбутньому часі, після чого переводиться знову в теперішній уже до кінця оповідання.

### Описи фараонів
Сучасні дослідники знаходять у тексті історій в описах фараонів Небки, Снофру й Хуфу приховані алегорії та неоднозначності. У другій історії фараон Небка відіграє головну роль. Він поданий справедливим, суворим суддею, що охороняє мораль. Зрадлива дружина та її коханець покарані. Міріам Ліхтгейм і Верена Леппер відзначають, що такий образ відповідає очікуванням підданих.
У третій історії автор папірусу дозволив собі критикувати фараона Снофру. Фараон поданий депресивним фаталістом, що прихиляється перед магією, слабким, не здатним заспокоїти простий конфлікт підданих без допомоги мага. Леппер вважає таку форму проявом сатири. Утім вся критика фараона показана у дуже обережній манері — літературна праця мала бути доступною широким масам населення, й автор просто мав бути лояльним до державної влади.
У четвертій історії виділити характер фараона Хуфу не просто. З одного боку, він поданий жорстким самодержцем, який не замислюючись віддає життя в'язня для підтвердження трюків мага. З іншого боку, він показаний розумним, коли погодився замінити людину на тварину, і щедрим — він гарно обдарував мага Деді. Ранні єгиптологи (часів Адольфа Ермана) оцінювали фараона Хуфу як безсердечного й блюзнірського тирана. Схоже, вони перебували під тиском оцінок, наданих фараонам давньогрецькими істориками Геродотом та Діодором. Міріам Ліхтгейм та Верена Леппер вважають, що автор папірусу намагався подати фараона Хуфу складним, багатогранним і таємничим (містичним) персонажем.
Остання історія розповідає про жінку Реджедет та пологи трійні. Бог Ра наказав богиням допомогти з пологами — три хлопчики мали заснувати нову династію фараонів. Ліхтгейм і Леппер стверджують, що мораль історії у правосудді й покаранні зради. Леппер вважає, що казка навіяна історією з дружиною фараона Хенткаус I, яка жила та, можливо, правила наприкінці IV династії. Хенткаус I тривалий час вважалась матір'ю двох фараонів — Усеркафа й Сахури. Історія зі служанкою є демонстрацією моральних аспектів вірності та зради. Дослідники відзначають і щасливе завершення історії.

### Завершеність історій папірусу
З часів перших дослідників тривають суперечки — чи є завершеними історії папірусу. Спочатку вважали, що папірус просто обривається після оповідання, як крокодил з'їв служанку у п'ятій історії. Сучасні дослідники (особливо Ліхтгейм) схильні до думки, що таке закінчення є логічним завершенням, крокодил є логічним виконавцем покарання, і такий кінець залишає місце для подальших історій.

### Вплив на наступні давньоєгипетські казки
Верена Леппер та Міріам Ліхтгейм стверджують, що казки папірусу Весткар надихнули подальших авторів на створення схожих історій в такому ж жанрі. У підтвердження вони вказують на пізні історії про магів, які демонструють свою майстерність перед фараонами. Як приклади наводяться папіруси англ. pAthen та Пророцтво Нефертіті. Сюжети новел у тих папірусах повторюють сюжети казок папірусу Весткар. Папірус англ. pBerlin 3023 з новелою «Красномовний селянин», датований набагато пізніше часу написання папірусу Весткар, містить прямую алегорію на мага Деді з його умінням оживляти істот з відтятою головою. Той же папірус містить фразу (не спати до світанку), що точно повторює текст папірусу Весткар.
У Пророцтві Нефертіті, як і в папірусі Весткар, фараон звертається до свого охоронця як мій брат; в обох історіях фараон (один і той же — Снофру) поданий як простий і навіть простодушний правитель. Папірус англ. pAthen містить фразу «…чи це той мудрець, який може своєю волею змусити води річки повернуть назад», що, очевидно, відсилає читача до історій магів Деді та Джаджаеманха.
Папіруси англ. pAthen, англ. pBerlin 3023 та Пророцтво Нефертіті використовують ту ж манеру побудови фраз, і просто наповнені алегоріями й посиланнями к до історій папірусу Весткар. Верена Леппер та Міріам Ліхтгейм відзначають, що Деді, Джаджаеманх та Убаїнер були героями єгипетських текстів упродовж тривалого часу.

### Історії папірусу та сюжети зі Старого Заповіту
Починаючи з Адольфа Ермана вчені відзначають перетин історій папірусу Весткар з історіями Старого Заповіту — виходом євреїв з Єгипту під проводом Мойсея. Багато робіт присвячено аналізам історій десяти тортур єгипетських, переходу євреїв через «Чермне море» у світлі сюжетів папірусу Весткар. Відзначається перетин історій, як Мойсей ударив посохом по морю і воно розійшлось — з третьою казкою папірусу про жерця Джаджаеманха, після закляття якого вода озера розділилась і склалась навпіл; легенда про народження Мойсея перетинається з четвертою казкою про пологи Реджедет; Мойсей у своїй магічній силі перетинається з магами Убаїнером, Джаджаеманхом і Деді тощо. Такі публікації з аналізом текстів тривають до сьогодні.